# Baie Saraana
Baie Saraana är en vik i Kanada.   Den ligger i provinsen Québec, i den sydöstra delen av landet, 300 km norr om huvudstaden Ottawa.
Trakten runt Baie Saraana är nära nog obefolkad, med mindre än två invånare per kvadratkilometer.